# 悲しむ老人
悲しむ老人（かなしむろうじん、フランス語: Au seuil de l'Eternité、オランダ語: Op de drempel van de eeuwigheid）とは、フィンセント・ファン・ゴッホによって描かれた絵画。油彩。「永遠の門」（えいえんのもん）と呼称される場合もある。オランダ・エーデのクレラー・ミュラー美術館所蔵。
1890年5月に、フランスのサン＝レミ＝ド＝プロヴァンスにあるサン＝ポール・ド・モゾル修道院の精神病院で療養中に描かれたもの。描かれている老人は入院患者ではなく、自身が1882年に製作したリトグラフを模写したものである。
なお、この作品を作り上げる際に弟テオに送った書簡の中では
と書き記している。